# Puchar Zatoki Perskiej (2009/2010)
Iran Pro League (2009/2010) był 25. edycją najwyższej klasy rozgrywkowej w piłce nożnej w Iranie. Liga skupiała 18 zespołów. Tytułu nie obroniła drużyna Esteghlal Teheran. Nowym mistrz Iranu został zespół Sepahan Isfahan. Tytuł króla strzelców zdobyli Emad Mohammed, który w barwach klubu Sepahan Isfahan strzelił 19 bramek.

## Drużyny
| Klub                     | Miasto  | Stadion         | Miejsca | Trener                | Kapitan                 | Poprzedni sezon      |
| ------------------------ | ------- | --------------- | ------- | --------------------- | ----------------------- | -------------------- |
| Abu Moslem Meszhed       | Meszhed | Samen           | 35 000  | Nasser Pourmehdi      | Saeed Khani             | 15                   |
| Esteghlal Ahwaz          | Ahwaz   | Takhti          | 30 000  | Chodadad Azizi        | Afshin Komaei           | 14                   |
| Esteghlal Teheran        | Teheran | Azadi           | 90 000  | Samad Marfavi         | Farhad Majidi           | Mistrz               |
| Fulad Ahwaz              | Ahwaz   | Takhti          | 15 000  | Luka Bonačić          | Ali Badavi              | 7                    |
| Malawan Bandar-e Anzali  | Anzali  | Takhti          | 20 000  | Mohammad Ahmadzadeh   | Masoud Gholamalizad     | 13                   |
| Mes Kerman               | Kerman  | Shahid Bahonar  | 15 000  | Parviz Mazloomi       | Farzad Hosseinkhani     | 3                    |
| Moghawemat Sepasi Sziraz | Sziraz  | Hafezieh        | 20 000  | Davoud Mahabadi       | Mostafa Sabri           | 9                    |
| PAS Hamedan              | Hamadan | Ghods           | 5 000   | Alireza Mansourian    | Omid Khouraj            | 12                   |
| Pajkan Kazwin            | Kazwin  | Shahid Rajaei   | 5 000   | Hamid Derakhshan      | Mohammad Reza Tahmasebi | 8                    |
| Persepolis Teheran       | Teheran | Azadi           | 90 000  | Zlatko Kranjčar       | Karim Bageri            | 5                    |
| Rah Ahan Rej             | Rej     | Rah Ahan        | 15 000  | Ernie Brandts         | Ahmad Taghavi           | 11                   |
| Saba Kom                 | Kom     | Yadegar Emam    | 15 000  | ?                     | ?                       | 6                    |
| Saipa Karadż             | Karadż  | Enghelab        | 15 000  | Mohammad Mayeli Kohan | Ebrahim Sadegi          | 10                   |
| Sepahan Isfahan          | Isfahan | Naghsh-e-Jahan  | 50 000  | Amir Ghalenoei        | Moharram Nawidkia       | 4                    |
| Szahin Buszehr           | Buszehr | Shahid Beheshti | 10 000  | Hamid Kololi Fard     | Reza Baziari            | Zwycięzca play-offów |
| Steel Azin Teheran       | Teheran | Takhti          | 30 000  | Hamid Reza Estili     | ?                       | Awans do IPL         |
| Teraktor Sazi Tebriz     | Tebriz  | Yadeghar-e-Emam | 71 000  | Faraz Kamalvand       | Abbas Agayi             | Awans do IPL         |
| Zob Ahan Isfahan         | Isfahan | Foolad Shahr    | 25 000  | Mansour Ebrahimzadeh  | Mohammad Salsali        | 2                    |

## Tabela końcowa
| Lp. | Drużyna                      | M  | Z  | R  | P  | Bramki | Bramki | Różn. | Pkt | Uwagi                            |
| --- | ---------------------------- | -- | -- | -- | -- | ------ | ------ | ----- | --- | -------------------------------- |
| 1   | Sepahan Isfahan (M)          | 34 | 19 | 10 | 5  | 67     | 30     | +37   | 67  | Liga Mistrzów AFC • Faza grupowa |
| 2   | Zob Ahan Isfahan             | 34 | 16 | 13 | 5  | 48     | 29     | +19   | 61  | Liga Mistrzów AFC • Faza grupowa |
| 3   | Esteghlal Teheran            | 34 | 16 | 11 | 7  | 49     | 32     | +17   | 59  | Liga Mistrzów AFC • Faza grupowa |
| 4   | Persepolis Teheran2          | 34 | 13 | 14 | 7  | 46     | 40     | +6    | 53  | Liga Mistrzów AFC • Faza grupowa |
| 5   | Steel Azin Teheran           | 34 | 13 | 13 | 8  | 55     | 49     | +6    | 52  |                                  |
| 6   | Saba Kom                     | 34 | 13 | 9  | 12 | 52     | 45     | +7    | 48  |                                  |
| 7   | Teraktor Sazi Tebriz         | 34 | 11 | 14 | 9  | 43     | 42     | +1    | 47  |                                  |
| 8   | Saipa Karadż                 | 34 | 12 | 10 | 12 | 48     | 53     | −5    | 46  |                                  |
| 9   | Mes Kerman                   | 34 | 11 | 9  | 14 | 55     | 56     | −1    | 42  |                                  |
| 10  | Fulad Ahwaz                  | 34 | 9  | 15 | 10 | 31     | 34     | −3    | 42  |                                  |
| 11  | Pajkan Kazwin                | 34 | 9  | 14 | 11 | 40     | 44     | −4    | 41  |                                  |
| 12  | Malawan Bandar-e Anzali      | 34 | 10 | 11 | 13 | 31     | 47     | −16   | 41  |                                  |
| 13  | Szahin Buszehr1              | 34 | 9  | 12 | 13 | 37     | 37     | 0     | 39  |                                  |
| 14  | Rah Ahan Rej                 | 34 | 9  | 11 | 14 | 36     | 44     | −8    | 38  |                                  |
| 15  | PAS Hamedan1                 | 34 | 9  | 11 | 14 | 36     | 44     | −8    | 38  |                                  |
| 16  | Moghawemat Sepasi Sziraz (S) | 34 | 8  | 13 | 13 | 34     | 45     | −11   | 37  | Spadek do                        |
| 17  | Abu Moslem Meszhed (S)       | 34 | 7  | 11 | 16 | 36     | 51     | −15   | 32  | Spadek do                        |
| 18  | Esteghlal Ahwaz (S)          | 34 | 7  | 9  | 18 | 38     | 60     | −22   | 30  | Spadek do                        |

## Najlepsi strzelcy
| Position                          | Player                            | Club                              | Goals |
| --------------------------------- | --------------------------------- | --------------------------------- | ----- |
| 1                                 | Emad Mohammed                     | Sepahan Isfahan                   | 19    |
| 2                                 | Ibrahima Touré                    | Sepahan Isfahan                   | 18    |
| 3                                 | Éder Luciano                      | Mes Kerman                        | 14    |
| 3                                 | Ali Karimi                        | Steel Azin Teheran                | 14    |
| 5                                 | Karim Ansarifard                  | Saipa Karadż                      | 13    |
| 5                                 | Davoud Haghi                      | Saba Kom                          | 13    |
| 7                                 | Amin Manouchehri                  | Saipa Karadż                      | 12    |
| 8                                 | Arasz Borhani                     | Esteghlal Teheran                 | 11    |
| 8                                 | Mohammad Reza Chalatbari          | Zob Ahan Isfahan                  | 11    |
| 10                                | Karim Bageri                      | Persepolis Teheran                | 10    |
| 10                                | Milad Zanidpour                   | Rah Ahan Rej                      | 10    |
| 10                                | Mehdi Radżabzadeh                 | Mes Kerman                        | 10    |
| 10                                | Mohammad Gholami                  | Steel Azin Teheran                | 10    |
| 10                                | Mohammad Ebrahimi                 | Teraktor Sazi Tebriz              | 10    |
| 10                                | Farhad Majidi                     | Esteghlal Teheran                 | 10    |
| 10                                | Hadi Asghari                      | PAS Hamedan                       | 10    |
| 10                                | Farhad Kheirkhah                  | Teraktor Sazi Tebriz              | 10    |
| 18                                | 3 piłkarzy                        | 3 piłkarzy                        | 9     |
| 21                                | 2 piłkarzy                        | 2 piłkarzy                        | 8     |
| 23                                | 8 piłkarzy                        | 8 piłkarzy                        | 7     |
| 31                                | 8 piłkarzy                        | 8 piłkarzy                        | 6     |
| 39                                | 13 piłkarzy                       | 13 piłkarzy                       | 5     |
| 52                                | 21 piłkarzy                       | 21 piłkarzy                       | 4     |
| 73                                | 35 piłkarzy                       | 35 piłkarzy                       | 3     |
| 108                               | 39 piłkarzy                       | 39 piłkarzy                       | 2     |
| 147                               | 82 piłkarzy                       | 82 piłkarzy                       | 1     |
| _                                 | Gole samobójcze                   | Gole samobójcze                   | 13    |
| _                                 | Liczba walkowerów 3-0             | Liczba walkowerów 3-0             | 1     |
| Liczba goli (wliczając walkowery) | Liczba goli (wliczając walkowery) | Liczba goli (wliczając walkowery) | 782   |
| Liczba meczów                     | Liczba meczów                     | Liczba meczów                     | 306   |
| Średnia goli na mecz              | Średnia goli na mecz              | Średnia goli na mecz              | 2.56  |

Ostatnia aktualizacja: 26 maja 2010
Źródło: iplstats.com/scorers